# Volleyball Nations League 2024 (herrar)
Volleyball Nations League 2024 utspelade sig mellan 21 maj och 30 juni 2024. Det var den sjätte upplagan av turneringen och 16 landslag från FIVB:s medlemsförbund deltog. Frankrike vann tävlingen för andra gången genom att besegra Japan i finalen. Tonček Štern var främsta poängvinnare med 320 bollpoäng medan Antoine Brizard utsågs till mest värdefulla spelare.

## Regelverk

### Format
Tävlingen bestod av ett gruppspel samt cupspel.
- I gruppspelet möte alla lag tolv av de andra lagen.
- De sju första i serien samt och arrangörslandets landslag gick vidare till slutspel som spelades i cupformat där varje möte avgjordes med en direkt avgörande match.[3].

### Metod för att bestämma tabellplacering
Om slutresultatet blev 3-0 eller 3-1 tilldelades 3 poäng till det vinnande laget och 0 till det förlorande laget, om slutresultatet blev 3-2 tilldelades 2 poäng till det vinnande laget och 1 till det förlorande laget.
Lagens position i respektive grupp bestämdes utifrån (i tur och ordning):
- Antal vunna matcher
- Poäng;
- Kvot vunna/förlorade set
- Kvot vunna/förlorade bollpoäng;
- Inbördes möten.

## Deltagande lag
| Lag           | Kvalificerad genom                      | Deltog senast                  |
| ------------- | --------------------------------------- | ------------------------------ |
| Argentina     | Spel i serien föregående år             | Volleyball Nations League 2023 |
| Brasilien     | Spel i serien föregående år             | Volleyball Nations League 2023 |
| Bulgarien     | Spel i serien föregående år             | Volleyball Nations League 2023 |
| Kanada        | Spel i serien föregående år             | Volleyball Nations League 2023 |
| Kuba          | Spel i serien föregående år             | Volleyball Nations League 2023 |
| Frankrike     | Spel i serien föregående år             | Volleyball Nations League 2023 |
| Tyskland      | Spel i serien föregående år             | Volleyball Nations League 2023 |
| Japan         | Spel i serien föregående år             | Volleyball Nations League 2023 |
| Iran          | Spel i serien föregående år             | Volleyball Nations League 2023 |
| Italien       | Spel i serien föregående år             | Volleyball Nations League 2023 |
| Nederländerna | Spel i serien föregående år             | Volleyball Nations League 2023 |
| Polen         | Spel i serien föregående år             | Volleyball Nations League 2023 |
| Serbien       | Spel i serien föregående år             | Volleyball Nations League 2023 |
| Slovenien     | Spel i serien föregående år             | Volleyball Nations League 2023 |
| USA           | Spel i serien föregående år             | Volleyball Nations League 2023 |
| Turkiet       | 1:a FIVB Volleyball Challenger Cup 2023 | Debut                          |

## Turneringen

### Gruppspel

#### Första veckan

##### Grupp 1
| 21 maj 2024 Antalya Spor Salonu, Antalya Speltid: 1:14 - Åskådare: 501   | Bulgarien     | 0 - 3 | Frankrike     | 21-25, 24-26, 14-25               |
| 21 maj 2024 Antalya Spor Salonu, Antalya Speltid: 1:41 - Åskådare: 4 805 | Turkiet       | 1 - 3 | Kanada        | 25-17, 23-25, 21-25, 21-25        |
| 22 maj 2024 Antalya Spor Salonu, Antalya Speltid: 2:29 - Åskådare: 342   | Nederländerna | 2 - 3 | Slovenien     | 33-31, 22-25, 25-20, 21-25, 25-27 |
| 22 maj 2024 Antalya Spor Salonu, Antalya Speltid: 1:16 - Åskådare: 973   | USA           | 0 - 3 | Polen         | 22-25, 15-25, 24-26               |
| 23 maj 2024 Antalya Spor Salonu, Antalya Speltid: 1:48 - Åskådare: 395   | Slovenien     | 3 - 1 | Frankrike     | 25-18, 25-22, 23-25, 25-21        |
| 23 maj 2024 Antalya Spor Salonu, Antalya Speltid: 1:44 - Åskådare: 705   | Kanada        | 1 - 3 | Polen         | 25-18, 20-25, 23-25, 21-25        |
| 23 maj 2024 Antalya Spor Salonu, Antalya Speltid: 2:01 - Åskådare: 5 200 | Turkiet       | 2 - 3 | Nederländerna | 25-19, 25-20, 18-25, 21-25, 9-15  |
| 24 maj 2024 Antalya Spor Salonu, Antalya Speltid: 1:25 - Åskådare: 205   | Bulgarien     | 0 - 3 | Kanada        | 22-25, 28-30, 24-26               |
| 24 maj 2024 Antalya Spor Salonu, Antalya Speltid: 1:14 - Åskådare: 467   | Frankrike     | 3 - 0 | USA           | 25-22, 25-21, 25-21               |
| 24 maj 2024 Antalya Spor Salonu, Antalya Speltid: 1:23 - Åskådare: 690   | Nederländerna | 0 - 3 | Polen         | 28-30, 23-25, 18-25               |
| 25 maj 2024 Antalya Spor Salonu, Antalya Speltid: 1:59 - Åskådare: 740   | Slovenien     | 3 - 2 | Kanada        | 22-25, 25-18, 25-18, 21-25, 15-10 |
| 25 maj 2024 Antalya Spor Salonu, Antalya Speltid: 1:45 - Åskådare: 5 240 | Turkiet       | 1 - 3 | Frankrike     | 27-25, 23-25, 16-25, 14-25        |
| 25 maj 2024 Antalya Spor Salonu, Antalya Speltid: 1:59 - Åskådare: 625   | Bulgarien     | 3 - 1 | USA           | 25-21, 25-20, 21-25, 25-21        |
| 26 maj 2024 Antalya Spor Salonu, Antalya Speltid: 1:17 - Åskådare: 950   | Slovenien     | 3 - 0 | Polen         | 25-20, 25-21, 25-18               |
| 26 maj 2024 Antalya Spor Salonu, Antalya Speltid: 1:51 - Åskådare: 5 150 | Turkiet       | 1 - 3 | USA           | 25-20, 22-25, 25-27, 21-25        |
| 26 maj 2024 Antalya Spor Salonu, Antalya Speltid: 1:34 - Åskådare: 510   | Bulgarien     | 1 - 3 | Nederländerna | 16-25, 25-20, 13-25, 20-25        |

##### Grupp 2
| 21 maj 2024 Ginásio do Maracanãzinho, Rio de Janeiro Speltid: 1:44 - Åskådare: 2 171 | Argentina | 1 - 3 | Japan     | 26-24, 22-25, 23-25, 19-25        |
| 21 maj 2024 Ginásio do Maracanãzinho, Rio de Janeiro Speltid: 1:57 - Åskådare: ?     | Kuba      | 3 - 1 | Brasilien | 25-23, 27-29, 25-21, 25-21        |
| 22 maj 2024 Ginásio do Maracanãzinho, Rio de Janeiro Speltid: 1:16 - Åskådare: 1 491 | Tyskland  | 0 - 3 | Italien   | 21-25, 18-25, 23-25               |
| 22 maj 2024 Ginásio do Maracanãzinho, Rio de Janeiro Speltid: 1:31 - Åskådare: 475   | Iran      | 1 - 3 | Serbien   | 25-27, 25-17, 19-25, 18-25        |
| 23 maj 2024 Ginásio do Maracanãzinho, Rio de Janeiro Speltid: 1:44 - Åskådare: 1 104 | Kuba      | 3 - 1 | Tyskland  | 26-24, 25-20, 18-25, 25-23        |
| 23 maj 2024 Ginásio do Maracanãzinho, Rio de Janeiro Speltid: 1:07 - Åskådare: 2 937 | Japan     | 3 - 0 | Serbien   | 25-20, 25-16, 25-22               |
| 23 maj 2024 Ginásio do Maracanãzinho, Rio de Janeiro Speltid: 2:02 - Åskådare: 9 372 | Argentina | 2 - 3 | Brasilien | 13-25, 25-20, 25-19, 23-25, 11-15 |
| 24 maj 2024 Ginásio do Maracanãzinho, Rio de Janeiro Speltid: 2:06 - Åskådare: 1 258 | Kuba      | 2 - 3 | Japan     | 25-18, 22-25, 23-25, 25-19, 20-22 |
| 24 maj 2024 Ginásio do Maracanãzinho, Rio de Janeiro Speltid: 1:11 - Åskådare: 2 908 | Iran      | 0 - 3 | Italien   | 19-25, 18-25, 11-25               |
| 24 maj 2024 Ginásio do Maracanãzinho, Rio de Janeiro Speltid: 1:43 - Åskådare: 9 460 | Serbien   | 1 - 3 | Brasilien | 21-25, 20-25, 25-22, 22-25        |
| 25 maj 2024 Ginásio do Maracanãzinho, Rio de Janeiro Speltid: 1:42 - Åskådare: ?     | Japan     | 1 - 3 | Italien   | 25-23, 16-25, 17-25, 17-25        |
| 25 maj 2024 Ginásio do Maracanãzinho, Rio de Janeiro Speltid: 1:45 - Åskådare: 4 331 | Argentina | 3 - 1 | Tyskland  | 21-25, 25-19, 25-21, 25-21        |
| 25 maj 2024 Ginásio do Maracanãzinho, Rio de Janeiro Speltid: 1:38 - Åskådare: 472   | Kuba      | 3 - 1 | Iran      | 25-20, 14-25, 25-21, 25-21        |
| 26 maj 2024 Ginásio do Maracanãzinho, Rio de Janeiro Speltid: 2:08 - Åskådare: 9 754 | Brasilien | 2 - 3 | Italien   | 25-17, 15-25, 25-22, 17-25, 13-15 |
| 26 maj 2024 Ginásio do Maracanãzinho, Rio de Janeiro Speltid: 1:11 - Åskådare: 1 975 | Serbien   | 0 - 3 | Tyskland  | 21-25, 20-25, 20-25               |
| 26 maj 2024 Ginásio do Maracanãzinho, Rio de Janeiro Speltid: 2:12 - Åskådare: 567   | Iran      | 2 - 3 | Argentina | 25-23, 29-31, 25-20, 20-25, 13-15 |

#### Andra veckan

##### Grupp 3
| 4 juni 2024 Fukuoka Convention Center, Fukuoka Speltid: 1:05 - Åskådare: 3 016 | Tyskland  | 0 - 3 | Brasilien | 15-25, 16-25, 15-25               |
| 4 juni 2024 Fukuoka Convention Center, Fukuoka Speltid: 1:36 - Åskådare: 3 319 | Polen     | 3 - 1 | Bulgarien | 21-25, 25-21, 25-19, 25-18        |
| 4 juni 2024 Fukuoka Convention Center, Fukuoka Speltid: 1:16 - Åskådare: 7 619 | Iran      | 0 - 3 | Japan     | 23-25, 22-25, 17-25               |
| 5 juni 2024 Fukuoka Convention Center, Fukuoka Speltid: 1:22 - Åskådare: 906   | Slovenien | 3 - 0 | Turkiet   | 25-22, 26-24, 25-20               |
| 5 juni 2024 Fukuoka Convention Center, Fukuoka Speltid: 2:06 - Åskådare: 7 722 | Tyskland  | 2 - 3 | Japan     | 22-25, 25-22, 27-25, 23-25, 8-15  |
| 6 juni 2024 Fukuoka Convention Center, Fukuoka Speltid: 1:42 - Åskådare: 909   | Iran      | 1 - 3 | Brasilien | 19-25, 25-22, 16-25, 23-25        |
| 6 juni 2024 Fukuoka Convention Center, Fukuoka Speltid: 1:40 - Åskådare: 1 148 | Bulgarien | 1 - 3 | Tyskland  | 24-26, 25-22, 16-25, 16-25        |
| 6 juni 2024 Fukuoka Convention Center, Fukuoka Speltid: 1:12 - Åskådare: 1 391 | Polen     | 3 - 0 | Turkiet   | 25-19, 25-12, 25-19               |
| 7 juni 2024 Fukuoka Convention Center, Fukuoka Speltid: 2:04 - Åskådare: 1 105 | Bulgarien | 3 - 2 | Iran      | 20-25, 25-22, 25-23, 20-25, 15-11 |
| 7 juni 2024 Fukuoka Convention Center, Fukuoka Speltid: 2:09 - Åskådare: 1 952 | Brasilien | 2 - 3 | Slovenien | 25-27, 25-23, 24-26, 25-21, 12-15 |
| 7 juni 2024 Fukuoka Convention Center, Fukuoka Speltid: 1:11 - Åskådare: 7 874 | Japan     | 0 - 3 | Polen     | 17-25, 15-25, 20-25               |
| 8 juni 2024 Fukuoka Convention Center, Fukuoka Speltid: 1:48 - Åskådare: 3 160 | Turkiet   | 3 - 1 | Iran      | 22-25, 25-23, 25-23, 27-25        |
| 8 juni 2024 Fukuoka Convention Center, Fukuoka Speltid: 1:48 - Åskådare: 5 280 | Polen     | 1 - 3 | Brasilien | 21-25, 17-25, 25-21, 23-25        |
| 8 juni 2024 Fukuoka Convention Center, Fukuoka Speltid: 1:51 - Åskådare: 7 706 | Japan     | 3 - 1 | Slovenien | 25-23, 19-25, 26-24, 25-21        |
| 9 juni 2024 Fukuoka Convention Center, Fukuoka Speltid: 2:26 - Åskådare: 1 643 | Turkiet   | 2 - 3 | Tyskland  | 22-25, 44-42, 23-25, 25-19, 12-15 |
| 9 juni 2024 Fukuoka Convention Center, Fukuoka Speltid: 1:13 - Åskådare: 1 830 | Bulgarien | 0 - 3 | Slovenien | 23-25, 14-25, 20-25               |

##### Grupp 4
| 4 juni 2024 TD Place Arena, Ottawa Speltid: 1:22 - Åskådare: 1 113 | Argentina | 0 - 3 | USA           | 23-25, 21-25, 24-26               |
| 4 juni 2024 TD Place Arena, Ottawa Speltid: 1:47 - Åskådare: 1 828 | Kanada    | 3 - 1 | Kuba          | 25-21, 25-27, 25-20, 28-26        |
| 5 juni 2024 TD Place Arena, Ottawa Speltid: 1:10 - Åskådare: 761   | Serbien   | 3 - 0 | Nederländerna | 25-17, 25-20, 26-24               |
| 5 juni 2024 TD Place Arena, Ottawa Speltid: 1:59 - Åskådare: 1 252 | Frankrike | 3 - 2 | Italien       | 25-23, 18-25, 25-23, 19-25, 15-10 |
| 6 juni 2024 TD Place Arena, Ottawa Speltid: 1:48 - Åskådare: 1 942 | Kuba      | 1 - 3 | Nederländerna | 24-26, 25-21, 20-25, 22-25        |
| 6 juni 2024 TD Place Arena, Ottawa Speltid: 1:32 - Åskådare: 1 897 | USA       | 0 - 3 | Italien       | 23-25, 24-26, 20-25               |
| 6 juni 2024 TD Place Arena, Ottawa Speltid: 1:45 - Åskådare: 2 619 | Kanada    | 1 - 3 | Argentina     | 18-25, 25-22, 21-25, 20-25        |
| 7 juni 2024 TD Place Arena, Ottawa Speltid: 1:37 - Åskådare: 2 000 | Kuba      | 1 - 3 | Italien       | 21-25, 25-22, 19-25, 13-25        |
| 7 juni 2024 TD Place Arena, Ottawa Speltid: 1:31 - Åskådare: 1 594 | Frankrike | 3 - 1 | Nederländerna | 25-20, 20-25, 25-19, 25-22        |
| 7 juni 2024 TD Place Arena, Ottawa Speltid: 1:40 - Åskådare: 2 389 | USA       | 3 - 1 | Serbien       | 23-25, 25-15, 25-23, 25-14        |
| 8 juni 2024 TD Place Arena, Ottawa Speltid: 1:43 - Åskådare: 4 009 | Kuba      | 3 - 2 | Frankrike     | 25-18, 20-25, 23-25, 25-22, 15-10 |
| 8 juni 2024 TD Place Arena, Ottawa Speltid: 1:54 - Åskådare: 7 010 | Kanada    | 3 - 1 | USA           | 25-16, 19-25, 26-24, 28-26        |
| 8 juni 2024 TD Place Arena, Ottawa Speltid: 1:59 - Åskådare: 5 500 | Serbien   | 2 - 3 | Argentina     | 26-28, 18-25, 25-18, 25-22, 13-15 |
| 9 juni 2024 TD Place Arena, Ottawa Speltid: 1:10 - Åskådare: 2 139 | Italien   | 3 - 0 | Nederländerna | 25-18, 25-15, 25-21               |
| 9 juni 2024 TD Place Arena, Ottawa Speltid: 1:49 - Åskådare: 3 058 | Argentina | 2 - 3 | Frankrike     | 19-25, 17-25, 25-22, 28-26, 9-15  |
| 9 juni 2024 TD Place Arena, Ottawa Speltid: 1:35 - Åskådare: 4 100 | Kanada    | 1 - 3 | Serbien       | 25-21, 20-25, 18-25, 23-25        |

#### Tredje veckan

##### Grupp 5
| 18 juni 2024 Arena Stožice, Ljubljana Speltid: 1:41 - Åskådare: 234    | Bulgarien | 3 -1  | Turkiet   | 27-25, 25-20, 12-25, 25-22        |
| 18 juni 2024 Arena Stožice, Ljubljana Speltid: 1:22 - Åskådare: 5 130  | Slovenien | 3 - 0 | Argentina | 25-23, 25-22, 29-27               |
| 19 juni 2024 Arena Stožice, Ljubljana Speltid: 1:41 - Åskådare: 742    | Kuba      | 2 - 3 | Serbien   | 25-22, 25-21, 16-25, 21-25, 12-15 |
| 19 juni 2024 Arena Stožice, Ljubljana Speltid: 1:15 - Åskådare: 1 145  | Italien   | 0 - 3 | Polen     | 22-25, 21-25, 22-25               |
| 20 juni 2024 Arena Stožice, Ljubljana Speltid: 1:08 - Åskådare: 250    | Turkiet   | 0 - 3 | Argentina | 17-25, 18-25, 20-25               |
| 20 juni 2024 Arena Stožice, Ljubljana Speltid: 1:14 - Åskådare: 262    | Bulgarien | 0 - 3 | Italien   | 25-27, 20-25, 21-25               |
| 20 juni 2024 Arena Stožice, Ljubljana Speltid: 2:00 - Åskådare: 5 617  | Kuba      | 2 - 3 | Slovenien | 22-25, 25-20, 21-25, 31-29, 8-15  |
| 21 juni 2024 Arena Stožice, Ljubljana Speltid: 1:09 - Åskådare: 362    | Argentina | 0 - 3 | Polen     | 19-25, 18-25, 22-25               |
| 21 juni 2024 Arena Stožice, Ljubljana Speltid: 1:03 - Åskådare: 268    | Bulgarien | 0 - 3 | Kuba      | 18-25, 20-25, 18-25               |
| 21 juni 2024 Arena Stožice, Ljubljana Speltid: 1:35 - Åskådare: 392    | Turkiet   | 1 - 3 | Serbien   | 25-20, 19-25, 23-25, 21-25        |
| 22 juni 2024 Arena Stožice, Ljubljana Speltid: 1:07 - Åskådare: 420    | Bulgarien | 0 - 3 | Argentina | 22-25, 17-25, 20-25               |
| 22 juni 2024 Arena Stožice, Ljubljana Speltid: 1:49 - Åskådare: 922    | Serbien   | 2 - 3 | Polen     | 21-25, 25-21, 18-25, 25-22, 11-15 |
| 22 juni 2024 Arena Stožice, Ljubljana Speltid: 1:15 - Åskådare: 11 135 | Slovenien | 3 - 0 | Italien   | 25-19, 25-21, 25-19               |
| 23 juni 2024 Arena Stožice, Ljubljana Speltid: 1:02 - Åskådare: 397    | Kuba      | 0 - 3 | Polen     | 17-25, 20-25, 20-25               |
| 23 juni 2024 Arena Stožice, Ljubljana Speltid: 1:39 - Åskådare: 415    | Turkiet   | 1 - 3 | Italien   | 21-25, 26-24, 19-25, 21-25        |
| 23 juni 2024 Arena Stožice, Ljubljana Speltid: 1:42 - Åskådare: ?      | Serbien   | 2 - 3 | Slovenien | 13-25, 27-25, 14-25, 25-22, 12-15 |

##### Grupp 6
| 18 juni 2024 Rizal Memorial Coliseum, Manila Speltid: 1:56 - Åskådare: 4 090  | Nederländerna | 1 - 3 | Brasilien     | 26-24, 23-25, 29-31, 20-25        |
| 18 juni 2024 Rizal Memorial Coliseum, Manila Speltid: 1:43 - Åskådare: 5 996  | Kanada        | 3 - 2 | Japan         | 25-21, 20-25, 25-15, 20-25, 15-10 |
| 19 juni 2024 Rizal Memorial Coliseum, Manila Speltid: 1:42 - Åskådare: 2 003  | Tyskland      | 3 - 1 | Frankrike     | 25-23, 25-27, 25-20, 25-23        |
| 19 juni 2024 Rizal Memorial Coliseum, Manila Speltid: 2:21 - Åskådare: 3 224  | Iran          | 3 - 2 | USA           | 26-28, 25-23, 25-18, 26-28, 15-13 |
| 20 juni 2024 Rizal Memorial Coliseum, Manila Speltid: 1:11 - Åskådare: 1 017  | Tyskland      | 0 - 3 | Kanada        | 19-25, 18-25, 21-25               |
| 20 juni 2024 Rizal Memorial Coliseum, Manila Speltid: 1:54 - Åskådare: 1 906  | Iran          | 3 - 2 | Nederländerna | 25-22, 22-25, 25-21, 20-25, 15-10 |
| 20 juni 2024 Rizal Memorial Coliseum, Manila Speltid: 2:07 - Åskådare: ?      | Brasilien     | 2 - 3 | USA           | 21-25, 25-18, 21-25, 25-22, 9-15  |
| 21 juni 2024 Rizal Memorial Coliseum, Manila Speltid: 1:11 - Åskådare: 1 882  | Iran          | 0 - 3 | Frankrike     | 21-25, 17-25, 20-25               |
| 21 juni 2024 Rizal Memorial Coliseum, Manila Speltid: 1:17 - Åskådare: 4 145  | Kanada        | 3 - 0 | Brasilien     | 26-24, 25-19, 26-24               |
| 21 juni 2024 Rizal Memorial Coliseum, Manila Speltid: 1:15 - Åskådare: 8 440  | Nederländerna | 0 - 3 | Japan         | 18-25, 19-25, 20-25               |
| 22 juni 2024 Rizal Memorial Coliseum, Manila Speltid: 1:50 - Åskådare: 5 318  | Tyskland      | 1 - 3 | USA           | 23-25, 25-21, 24-26, 23-25        |
| 22 juni 2024 Rizal Memorial Coliseum, Manila Speltid: 1:57 - Åskådare: 8 688  | Kanada        | 3 - 2 | Nederländerna | 21-25, 25-22, 28-26, 14-25, 15-9  |
| 22 juni 2024 Rizal Memorial Coliseum, Manila Speltid: 1:46 - Åskådare: 11 879 | Frankrike     | 2 - 3 | Japan         | 25-17, 25-19, 16-25, 23-25, 10-15 |
| 23 juni 2024 Rizal Memorial Coliseum, Manila Speltid: 1:15 - Åskådare: 3 505  | Tyskland      | 3 - 0 | Iran          | 25-20, 25-23, 25-20               |
| 23 juni 2024 Rizal Memorial Coliseum, Manila Speltid: 2:07 - Åskådare: 10 593 | Frankrike     | 3 - 2 | Brasilien     | 25-23, 27-29, 13-25, 25-19, 18-16 |
| 23 juni 2024 Rizal Memorial Coliseum, Manila Speltid: 1:19 - Åskådare: 12 424 | Japan         | 3 - 0 | USA           | 25-20, 25-23, 25-19               |

#### Sluttabell
| Pos. | Lag           | Pt | G  | V  | P  | VS | FS | Kvot  | VP    | FP    | Kvot  |
| ---- | ------------- | -- | -- | -- | -- | -- | -- | ----- | ----- | ----- | ----- |
| 1.   | Slovenien     | 28 | 12 | 11 | 1  | 34 | 14 | 2,428 | 1 145 | 1 026 | 1,115 |
| 2.   | Polen         | 29 | 12 | 10 | 2  | 31 | 10 | 3,100 | 973   | 856   | 1,136 |
| 3.   | Italien       | 27 | 12 | 9  | 3  | 29 | 14 | 2,071 | 1 006 | 884   | 1,138 |
| 4.   | Japan         | 25 | 12 | 9  | 3  | 30 | 17 | 1,764 | 1 039 | 1 019 | 1,019 |
| 5.   | Kanada        | 23 | 12 | 8  | 4  | 29 | 19 | 1,526 | 1 089 | 1 071 | 1,016 |
| 6.   | Frankrike     | 23 | 12 | 8  | 4  | 30 | 20 | 1,500 | 1 122 | 1 070 | 1,048 |
| 7.   | Brasilien     | 21 | 12 | 6  | 6  | 27 | 24 | 1,125 | 1 154 | 1 106 | 1,043 |
| 8.   | Argentina     | 18 | 12 | 6  | 6  | 23 | 24 | 0,958 | 1 049 | 1 049 | 1,000 |
| 9.   | Kuba          | 17 | 12 | 5  | 7  | 24 | 26 | 0,923 | 1 109 | 1 132 | 0,979 |
| 10.  | Serbien       | 17 | 12 | 5  | 7  | 23 | 26 | 0,884 | 1 051 | 1 094 | 0,960 |
| 11.  | Tyskland      | 15 | 12 | 5  | 7  | 20 | 25 | 0,800 | 1 018 | 1 048 | 0,971 |
| 12.  | USA           | 15 | 12 | 5  | 7  | 19 | 26 | 0,730 | 1 015 | 1 047 | 0,969 |
| 13.  | Nederländerna | 11 | 12 | 3  | 9  | 17 | 31 | 0,548 | 1 057 | 1 107 | 0,954 |
| 14.  | Bulgarien     | 8  | 12 | 3  | 9  | 12 | 31 | 0,387 | 900   | 1 033 | 0,871 |
| 15.  | Iran          | 6  | 12 | 2  | 10 | 14 | 34 | 0,411 | 1 026 | 1 111 | 0,923 |
| 16.  | Turkiet       | 5  | 12 | 1  | 11 | 13 | 34 | 0,382 | 1 024 | 1 124 | 0,911 |

      Kvalificerade för slutspel.

### Slutspelsrundann
|  | Kvartsfinaler | Kvartsfinaler | Kvartsfinaler |           |   | Semifinaler | Semifinaler | Semifinaler |   |                     | Final               | Final               | Final |  |
|  |               |               |               |           |   |             |             |             |   |                     |                     |                     |       |  |
|  | 1             | Slovenien     | 3             |           |   |             |             |             |   |                     |                     |                     |       |  |
|  | 1             | Slovenien     | 3             |           |   |             |             |             |   |                     |                     |                     |       |  |
|  | 8             | Argentina     | 2             |           |   |             |             |             |   |                     |                     |                     |       |  |
|  | 8             | Argentina     | 2             |           | 1 | Slovenien   | 0           |             |   |                     |                     |                     |       |  |
|  |               |               |               |           | 1 | Slovenien   | 0           |             |   |                     |                     |                     |       |  |
|  |               |               | 4             | Japan     | 3 |             |             |             |   |                     |                     |                     |       |  |
|  | 4             | Japan         | 4             | Japan     | 3 | 3           |             |             |   |                     |                     |                     |       |  |
|  | 4             | Japan         |               |           |   |             |             |             |   |                     |                     |                     |       |  |
|  | 5             | Kanada        | 0             |           |   |             |             |             |   |                     |                     |                     |       |  |
|  | 5             | Kanada        | 0             |           | 4 | Japan       | 1           |             |   |                     |                     |                     |       |  |
|  |               |               |               |           |   |             |             |             |   |                     |                     |                     |       |  |
|  |               |               | 6             | Frankrike | 3 |             |             |             |   |                     |                     |                     |       |  |
|  | 2             | Polen         | 6             | Frankrike | 3 | 3           |             |             |   |                     |                     |                     |       |  |
|  | 2             | Polen         |               |           |   | 3           |             |             |   |                     |                     |                     |       |  |
|  | 7             | Brasilien     | 1             |           |   |             |             |             |   |                     |                     |                     |       |  |
|  | 7             | Brasilien     | 1             |           | 2 | Polen       | 2           |             |   | Match om tredjepris | Match om tredjepris | Match om tredjepris |       |  |
|  |               |               |               |           | 2 | Polen       | 2           |             |   |                     |                     |                     |       |  |
|  |               |               | 6             | Frankrike | 3 |             |             |             |   |                     |                     |                     |       |  |
|  | 3             | Italien       | 6             | Frankrike | 3 | 2           |             |             | 1 | Slovenien           | 0                   |                     |       |  |
|  | 3             | Italien       |               |           |   |             |             |             | 1 | Slovenien           | 0                   |                     |       |  |
|  | 6             | Frankrike     | 3             |           |   | 2           | Polen       | 3           |   |                     |                     |                     |       |  |

#### Kvartsfinaler
| 27 juni 2024 Atlas Arena, Łódź Speltid: 1:27 - Åskådare: 5 510  | Japan     | 3 - 0 | Kanada    | 26-24, 25-18, 26-24               |
| 27 juni 2024 Atlas Arena, Łódź Speltid: 2:05 - Åskådare: 10 342 | Polen     | 3 - 1 | Brasilien | 18-25, 25-23, 25-22, 25-16        |
| 28 juni 2024 Atlas Arena, Łódź Speltid: 2:04 - Åskådare: 7 804  | Italien   | 2 - 3 | Frankrike | 25-19, 20-25, 25-22, 22-25, 11-15 |
| 28 juni 2024 Atlas Arena, Łódź Speltid: 2:03 - Åskådare: 8 232  | Slovenien | 3 - 2 | Argentina | 19-25, 25-17, 17-25, 29-27, 15-7  |

#### Semifinaler
| 29 juni 2024 Atlas Arena, Łódź Speltid: 2:04 - Åskådare: 10 984 | Polen     | 2 - 3 | Frankrike | 25-22, 22-25, 23-25, 25-20, 16-18 |
| 29 juni 2024 Atlas Arena, Łódź Speltid: 1:34 - Åskådare: 5 218  | Slovenien | 0 - 3 | Japan     | 21-25, 25-27, 29-31               |

#### Match om tredjepris
| 30 juni 2024 Atlas Arena, Łódź Speltid: 1:20 - Åskådare: 11 018 | Slovenien | 0 - 3 | Polen | 24-26, 16-25, 17-25 |

#### Final
| 30 juni 2024 Atlas Arena, Łódź Speltid: 1:43 - Åskådare: 9 966 | Japan | 1 - 3 | Frankrike | 23-25, 25-18, 23-25, 23-25 |

## Slutplaceringar
| Pos | Lag           |
| --- | ------------- |
|     | Frankrike     |
|     | Japan         |
|     | Polen         |
| 4.  | Slovenien     |
| 5.  | Italien       |
| 6.  | Kanada        |
| 7.  | Brasilien     |
| 8.  | Argentina     |
| 9.  | Kuba          |
| 10. | Serbien       |
| 11. | Tyskland      |
| 12. | USA           |
| 13. | Nederländerna |
| 14. | Bulgarien     |
| 15. | Iran          |
| 16. | Turkiet       |

## Individuella utmärkelser
| Utmärkelse              | Namn              | Lag       |
| ----------------------- | ----------------- | --------- |
| Mest värdefulla spelare | Antoine Brizard   | Frankrike |
| Bästa passare           | Antoine Brizard   | Frankrike |
| Bästa högerspiker       | Jean Patry        | Frankrike |
| Bästa vänsterspiker     | Yūki Ishikawa     | Japan     |
| Bästa vänsterspiker     | Tomasz Fornal     | Polen     |
| Bästa center            | Nicolas Le Goff   | Frankrike |
| Bästa center            | Jakub Kochanowski | Polen     |
| Bästa libero            | Tomohiro Yamamoto | Japan     |

## Statistik
| Vunna poäng | Vunna poäng        | Vunna poäng | Vunna poäng   |
| Pos.        | Namn               | Poäng       | Lag           |
| ----------- | ------------------ | ----------- | ------------- |
| 1           | Tonček Štern       | 320         | Slovenien     |
| 2           | Nimir Abdel-Aziz   | 284         | Nederländerna |
| 3           | Stephen Maar       | 225         | Kanada        |
| 4           | Klemen Čebulj      | 218         | Slovenien     |
| 5           | Marlon Yant        | 196         | Kuba          |
| 6           | Jean Patry         | 195         | Frankrike     |
| 6           | Amin Esmaeilnezhad | 195         | Iran          |
| 8           | Bruno Lima         | 185         | Argentina     |
| 8           | Yūji Nishida       | 185         | Japan         |
| 10          | Eric Loeppky       | 180         | Kanada        |

| Vunna attacker | Vunna attacker     | Vunna attacker | Vunna attacker |
| Pos.           | Namn               | Poäng          | Lag            |
| -------------- | ------------------ | -------------- | -------------- |
| 1              | Tonček Štern       | 265            | Slovenien      |
| 2              | Nimir Abdel-Aziz   | 235            | Nederländerna  |
| 3              | Stephen Maar       | 194            | Kanada         |
| 4              | Klemen Čebulj      | 179            | Slovenien      |
| 5              | Marlon Yant        | 167            | Kuba           |
| 5              | Amin Esmaeilnezhad | 167            | Iran           |
| 7              | Jean Patry         | 164            | Frankrike      |
| 8              | Eric Loeppky       | 157            | Kanada         |
| 9              | Yūji Nishida       | 156            | Japan          |
| 10             | Yūki Ishikawa      | 155            | Japan          |

| Vunna block | Vunna block       | Vunna block | Vunna block |
| Pos.        | Namn              | Poäng       | Lag         |
| ----------- | ----------------- | ----------- | ----------- |
| 1           | Nicolas Le Goff   | 34          | Frankrike   |
| 1           | Agustin Loser     | 34          | Argentina   |
| 3           | Flavio Resende    | 33          | Brasilien   |
| 4           | Nicolás Zerba     | 30          | Argentina   |
| 5           | Aleks Grozdanov   | 29          | Bulgarien   |
| 6           | Jan Kozamernik    | 26          | Slovenien   |
| 6           | Marko Podraščanin | 26          | Serbien     |
| 8           | Fynnian McCarthy  | 25          | Kanada      |
| 9           | Javier Concepción | 24          | Kuba        |
| 9           | Tonček Štern      | 24          | Slovenien   |

| Serveess | Serveess               | Serveess | Serveess      |
| Pos.     | Namn                   | Poäng    | Lag           |
| -------- | ---------------------- | -------- | ------------- |
| 1        | Nimir Abdel-Aziz       | 40       | Nederländerna |
| 2        | Tonček Štern           | 31       | Slovenien     |
| 3        | Dražen Luburić         | 24       | Serbien       |
| 4        | Yūji Nishida           | 19       | Japan         |
| 5        | Gregor Ropret          | 18       | Slovenien     |
| 5        | Klemen Čebulj          | 18       | Slovenien     |
| 7        | Jean Patry             | 14       | Frankrike     |
| 7        | Efe Mandıracı          | 14       | Turkiet       |
| 7        | Stephen Maar           | 14       | Kanada        |
| 7        | Marlon Yant            | 14       | Kuba          |
| 7        | Alessandro Michieletto | 14       | Italien       |